# Coleophora stachi
Coleophora stachi is een vlinder uit de familie kokermotten (Coleophoridae). De wetenschappelijke naam is voor het eerst geldig gepubliceerd in 1957 door Toll.
De soort komt voor in Europa.